# 春日詣
春日詣（かすがもうで）とは、平安時代に行われた春日大社への参詣のこと。特に藤氏長者や摂関の参詣を指す。

## 概要
伝承では、延喜16年12月10日（917年1月6日）に藤氏長者であった藤原忠平が参詣したのが最初とされている。同じく忠平の日記である『貞信公記』には同18年11月3日（918年12月8日）の祭に合わせて参詣したとされているのが確認できる最古のものである。奈良郊外に宿舎として佐保殿が設置され、ここで身支度を整えて参詣に赴くの例とされた。また、藤原兼家の時代の永祚元年3月22日・23日（989年4月30日・5月1日）には外孫一条天皇の参詣（春日行幸）を実現させた。この時、天皇の父院円融上皇はこれに反対したが、天皇の母后藤原詮子の強い意向もあり実現に至った。
これとは別に官祭として春日祭があり、勅使が派遣されたり、伊勢神宮の斎宮・賀茂神社の斎院に倣って置かれた春日大社の斎女（いつきめ）が貞観11年（869年）以来春日祭のために奈良へ下ったりした。
中世以後は、豪華な行列を伴った春日詣ではなくなったものの、春日大社信仰の広まりとともに清和源氏である足利将軍の御社参や一般民衆による春日参も行われるようになった。